# Klara Olazabal
Klara Olazabal Sánchez (28 de agosto de 1998) es una deportista española que compite en piragüismo en la modalidad de eslalon.
Ganó dos medallas de plata en el Campeonato Mundial de Piragüismo en Eslalon, en los años 2019 y 2021, y tres medallas en el Campeonato Europeo de Piragüismo en Eslalon entre los años 2014 y 2018.

## Palmarés internacional
| Campeonato Mundial | Campeonato Mundial      | Campeonato Mundial | Campeonato Mundial |
| Año                | Lugar                   | Medalla            | Competición        |
| ------------------ | ----------------------- | ------------------ | ------------------ |
| 2019               | Seo de Urgel (España)   | Medalla de plata   | C1 por equipos     |
| 2021               | Bratislava (Eslovaquia) | Medalla de plata   | C1 por equipos     |
| Campeonato Europeo |                         |                    |                    |
| Año                | Lugar                   | Medalla            | Competición        |
| 2014               | Viena (Austria)         | Medalla de plata   | C1 por equipos     |
| 2015               | Markkleeberg (Alemania) | Medalla de oro     | C1 por equipos     |
| 2018               | Praga (República Checa) | Medalla de bronce  | C1 por equipos     |